# Люмшвиллер
Люмшвиллер (фр. Luemschwiller) — коммуна на северо-востоке Франции в регионе Гранд-Эст (бывший Эльзас — Шампань — Арденны — Лотарингия), департамент Верхний Рейн, округ Альткирш, кантон Альткирш.
Площадь коммуны — 7,27 км², население — 705 человек (2006) с тенденцией к стабилизации: 709 человек (2012), плотность населения — 97,5 чел/км².

## Население
Численность населения коммуны в 2011 году составляла 695 человек, а в 2012 году — 709 человек.
| 1962 | 1968 | 1975 | 1982 | 1990 | 1999 | 2005 | 2006 | 2010 | 2011 | 2012 |
| ---- | ---- | ---- | ---- | ---- | ---- | ---- | ---- | ---- | ---- | ---- |
| 528  | 516  | 535  | 644  | 674  | 682  | 709  | 705  | 697  | 695  | 709  |

Динамика населения:

## Экономика
В 2010 году из 459 человек трудоспособного возраста (от 15 до 64 лет) 331 были экономически активными, 128 — неактивными (показатель активности 72,1 %, в 1999 году — 70,0 %). Из 331 активных трудоспособных жителей работали 305 человек (162 мужчины и 143 женщины), 26 числились безработными (15 мужчин и 11 женщин). Среди 128 трудоспособных неактивных граждан 40 были учениками либо студентами, 56 — пенсионерами, а ещё 32 — были неактивны в силу других причин.
На протяжении 2011 года в коммуне числилось 294 облагаемых налогом домохозяйства, в которых проживало 687 человек. При этом медиана доходов составила 22705 евро на одного налогоплательщика.

## Достопримечательности (фотогалерея)
- Церковь